# Rudra dagostinae
Rudra dagostinae is een spinnensoort in de familie van de springspinnen (Salticidae).
De wetenschappelijke naam van de soort werd voor het eerst geldig gepubliceerd in 1999 door Braul & Lise.